# Philodicus pallidus
Philodicus pallidus là một loài ruồi trong họ Asilidae. Philodicus pallidus được Blasdale miêu tả năm 1957. Loài này phân bố ở vùng nhiệt đới châu Phi.